# NBAカンファレンスファイナル
NBAカンファレンスファイナル　(NBA Conference Finals)は、NBAの対戦シリーズの1つであり、NBAファイナルに出場するチームを決定するNBAプレーオフの1シリーズである。東西各カンファレンスの優勝チームを決定する。NBAファイナルを含むプレーオフを、全米チャンピオンを決するトーナメントとして見た場合には準決勝に相当する。NBAカンファレンス決勝と呼ばれることもある。
現在のプレーオフには東西8チームずつが出場できるため、カンファレンスファイナルに進出するためには、2回勝ち上がらないといけないが、過去には4チームずつしかプレーオフに出場できなかったため、Division Finals（ディビジョンファイナル）と呼ばれていた。
東カンファレンスと西カンファレンスでそれぞれ行われ、現在の制度では、勝率が上のチームがホームコートアドバンテージを持ち、第1戦、第2戦、第5戦、第7戦を地元で開催する。
NBA所属の30チーム中わずか4チームだけが戦うことができる。新興チーム、有望なスターが加入したチームがカンファレンスファイナルまで進出するのも容易ではなく、一人のスーパースターがいただけではなかなか進出できない。
代表的な例としては、ケビン・ガーネットが所属していた当時のミネソタ・ティンバーウルブズがあげられる。
これまでに最も多くカンファレンスファイナルを制覇しているのはロサンゼルス・レイカーズの30回、続いてボストン・セルティックスの21回である。セルティックスは1957年から1966年の10年連続で制覇している。ウォリアーズ、ピストンズの2チームは東西両方でカンファレンス制覇を果たしている。
NBAが各カンファレンスファイナルで素晴らしいパフォーマンスを見せた選手を称えるため、新たな賞を設けた模様。
2022年に各カンファレンスファイナルで素晴らしいパフォーマンスを見せた選手を称えるためNBAイースタン・カンファレンスファイナルMVPとNBAウェスタン・カンファレンスファイナルMVPが新設された。イーストのカンファレンスファイナルMVPにはラリー・バードトロフィーが、ウェストのカンファレンスファイナルMVPにはアービン・マジック・ジョンソントロフィーが贈呈されることとなった。

## NBAファイナルに出場したことのないチーム
- シャーロット・ホーネッツ（2004-05シーズンにシャーロット・ボブキャッツとして加入、プレイオフ1回戦突破なし）
- ロサンゼルス・クリッパーズ（過去最高はカンファレンスファイナル進出、2020-21シーズンに進出した。）
- メンフィス・グリズリーズ（1995-96シーズンにバンクーバー・グリズリーズとして加入、過去最高はカンファレンスファイナル進出、2012-13シーズンに進出した。）
- ミネソタ・ティンバーウルブズ（1989-90シーズン加入、過去最高はカンファレンスファイナル進出、2002-03シーズンに進出した。）
- ニューオーリンズ・ペリカンズ（1988-89シーズンにシャーロット・ホーネッツとして加入、その後ニューオーリンズに移転した。過去最高はカンファレンスセミファイナル進出）